# Glenn Longland
Glenn Longland (* 23. September 1955 in Southampton) ist ein ehemaliger britischer Radrennfahrer und nationaler Meister im Radsport.

## Sportliche Laufbahn
Longland war Spezialist für Einzelzeitfahren. Den Wettbewerb British Best All-Rounder für den besten Zeitfahrer gewann er 1991. Er gewann Zeitfahren über kurze Distanzen bis zu 24-Stunden-Rennen.
1978 gewann er die nationale Meisterschaft im Einzelzeitfahren über 12 Stunden vor Gary Woodward. 1981 wurde er Vize-Meister. 1984, 1985, 1987 und 1989 holte er sich erneut den Titel. Insgesamt gewann er mehr als 60 Zeitfahren. Er fuhr die Internationale Friedensfahrt dreimal. 1987 wurde er 106., 1988 73. und 1989 63. der Gesamtwertung. 1988 fuhr er in dem Etappenrennen ein Solo über 140 Kilometer als Spitzenreiter, wurde aber kurz vor dem Ziel eingeholt.

## Berufliches
Longland absolvierte eine Ausbildung zum Bierbrauer.